# Рідненська сільська рада
Рі́дненська сільська́ ра́да — адміністративно-територіальна одиниця та орган місцевого самоврядування в Барвінківському районі Харківської області. Адміністративний центр — село Рідне.

## Загальні відомості
- Рідненська (Іллічівська) сільська рада утворена в 1931 році.
- Територія ради: 207,394 км²
- Населення ради: 1 350 осіб (станом на 2001 рік)

## Населені пункти
Сільській раді підпорядковані населені пункти:
- с. Рідне
- с. Дібрівне
- с. Курулька
- с. Нова Дмитрівка
- с. Пашкове

## Склад ради
Рада складається з 14 депутатів та голови.
- Голова ради: Беспала Людмила Леонтіївна
- Секретар ради: Кобець Олена Германівна

### Керівний склад попередніх скликань
| Прізвище, ім'я, по батькові | Основні відомості                                                         | Дата обрання | Дата звільнення |
| --------------------------- | ------------------------------------------------------------------------- | ------------ | --------------- |
| Беспалая Людмила Леонтіївна | Сільський голова, 1960 року народження, освіта вища, член Партії регіонів | 26.03.2006   | 31.10.2010      |
| Беспалая Людмила Леонтіївна | Сільський голова, 1960 року народження, освіта вища, член Партії регіонів | 31.10.2010   |                 |

Примітка: таблиця складена за даними сайту Верховної Ради України

### Депутати
За результатами місцевих виборів 2010 року депутатами ради стали:

#### За суб'єктами висування
| Суб'єкт висування | Кількість обраних депутатів | %   |
| ----------------- | --------------------------- | --- |
| Партія регіонів   | 14                          | 100 |

#### За округами
| № округу        | Прізвище, ім'я, по батькові         | Дата визнання обраним | Освіта             | Партійна приналежність | Відомості про обраного депутата                            |
| --------------- | ----------------------------------- | --------------------- | ------------------ | ---------------------- | ---------------------------------------------------------- |
| Партія регіонів |                                     |                       |                    |                        |                                                            |
| 1               | Підмогильний Анатолій Олексійович   | 02.11.2010            | середня спеціальна | позапартійний          | ПТК «Донецький» ОП «Шахтаім. О. Ф. Засядько», охоронець    |
| 2               | Капустнікова Любов Василівна        | 02.11.2010            | середня спеціальна | член Партії регіонів   | Амбулаторія сімейної медицини с. Іллічівка, медична сестра |
| 3               | Новосел Вікторія Василівна          | 02.11.2010            | вища               | член Партії регіонів   | Іллічівська загальноосвітня школа, вчитель                 |
| 4               | Кобець Олена Германівна             | 02.11.2010            | вища               | позапартійна           | Іллічівська сільська рада, секретар                        |
| 5               | Водолазська Надія Петрівна          | 02.11.2010            | вища               | член Партії регіонів   | Іллічівський СБК, директор                                 |
| 6               | Глухова Світлана Володимирівна      | 02.11.2010            | середня спеціальна | позапартійна           | Філія "Іллічівська"ДП АФ «Шахтар», кухар                   |
| 7               | Антоненко Людмила Володимирівна     | 02.11.2010            | вища               | позапартійна           | Іллічівська сільська рада, головний бухгалтер              |
| 8               | Бабіч Ніна Миколаївна               | 02.11.2010            | середня спеціальна | позапартійна           | Агрофірма «Подолівська», уповноважена                      |
| 9               | Кіяшко Тетяна Вікторівна            | 02.11.2010            | середня спеціальна | член Партії регіонів   | Фелдшерський пункт с. Курулька, завідувачка                |
| 10              | Костенко Валентина Олексіївна       | 02.11.2010            | середня спеціальна | член Партії регіонів   | Відділення зв'язку с. Курулька, листоноша                  |
| 11              | Конобрицький Анатолій Володимирович | 02.11.2010            | середня спеціальна | позапартійний          | тимчасово не працює                                        |
| 12              | Прихожай Валентина Іванівна         | 02.11.2010            | середня спеціальна | член Партії регіонів   | Філія «Іллічівська» ДП АФ «шахтар», бухгалтер              |
| 13              | Мільченко Олександр Петрович        | 02.11.2010            | середня спеціальна | член Партії регіонів   | Фельдшерський пункт с. Пашкове, завідувач                  |
| 14              | Завгородня Людмила Миколаївна       | 02.11.2010            | середня спеціальна | позапартійна           | тимчасово не працює                                        |